# Christine Revault d’Allonnes Bonnefoy

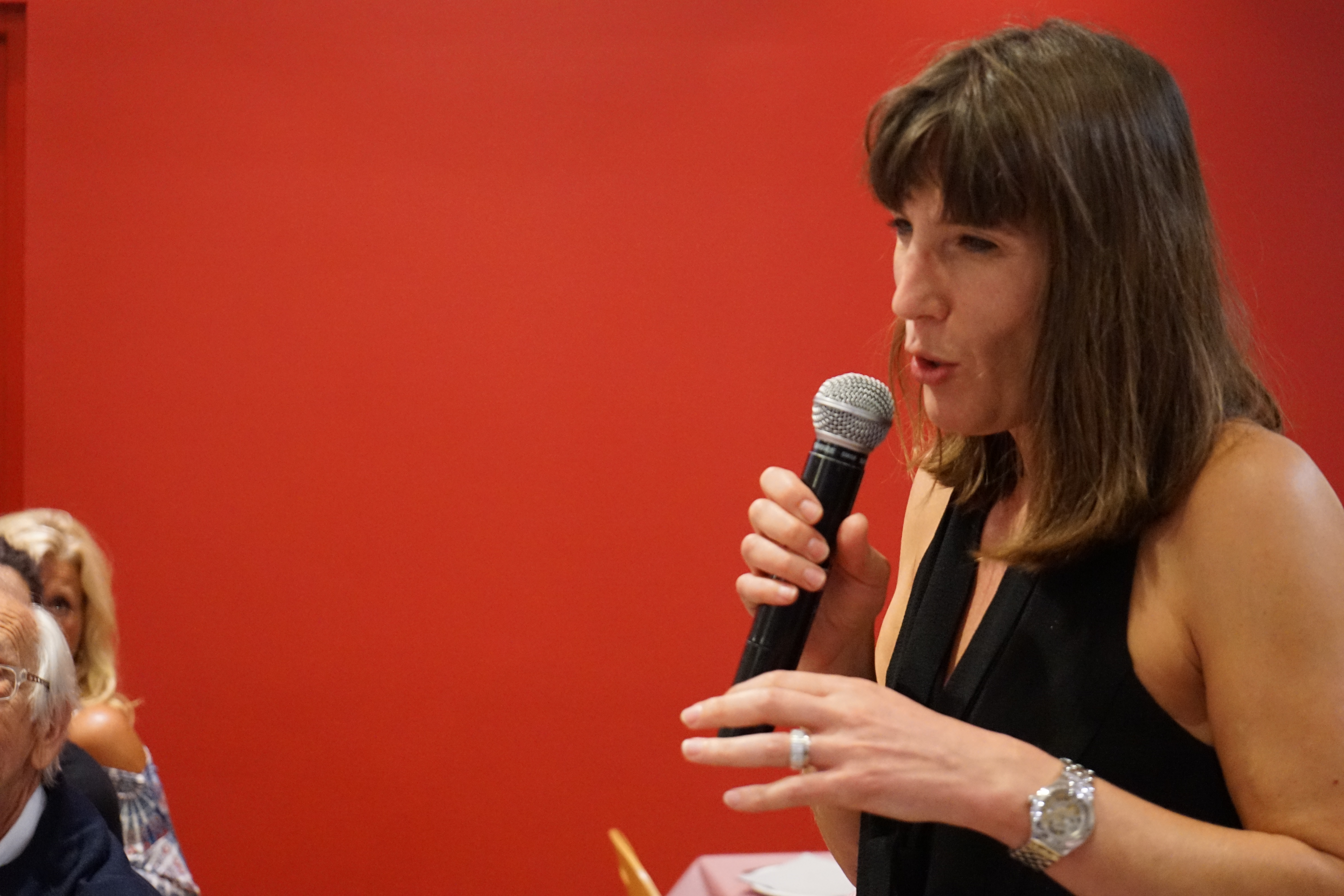
Christine Revault d’Allonnes Bonnefoy, 2016

Christine Revault d’Allonnes Bonnefoy (* 10. November 1971 in Châteauroux) ist eine französische Politikerin der Parti socialiste.

## Leben
Am 9. April 2014 ist Revault d’Allonnes Bonnefoy als Abgeordnete für Harlem Désir in das Europäische Parlament nachgerückt. Im Juli 2014 gelang ihr erneut der Einzug in das Europäische Parlament. Dort ist sie Mitglied im Ausschuss für Verkehr und Fremdenverkehr und in der Delegation für die Beziehungen zu Südafrika. 